# Bruno Grandi
Bruno Grandi (9. května 1934, Forlì – 13. září 2019) byl italský gymnastický funkcionář, dlouholetý předseda Mezinárodní gymnastická federace (FIG).

## Život
Grandi se věnoval gymnastice a probojoval se až do juniorského reprezentačního týmu Itálie. Stal se učitelem tělocviku, působil jako gymnastický trenér (též u juniorské reprezentace) a gymnastický rozhodčí a začal se věnovat též funkcionářské dráze. V letech 1977 až 2000 byl předsedou italské federace gymnastiky.
Na 70. kongresu Mezinárodní gymnastické federace (FIG) v Atlantě byl Grandi zvolen předsedou. Za jeho následujícího působení se staly řádnými gymnastickými disciplínami také sportovní (gymnastická) akrobacie, gymnastický aerobik a skoky na trampolíně, které se dokonce v Sydney v roce 2000 prosadily do olympijského programu. Později, zejména po olympijských hrách v Aténách v roce 2004, kladl důraz na reformu pravidel. Gymnastika v následujícím olympijském cyklu do roku 2008 opustila dlouholetou praxi známkování do maxima 10 bodů. V pozdější době se k tématu vrátil a v roce 2011 označil systém pravidel za „časovanou bombu“. Požadoval zejména jeho zjednodušení a přestavbu tak, aby pravidla napomáhala rozvoji sportu. O rok později připomněl, že pravidla přestávají vyhovovat požadavkům publika.
V roce 2008 FIG pod jeho vedením rozhodla o svém přesídlení z Moutieru do Lausanne, kde je též sídlo Mezinárodního olympijského výboru.
V říjnu 2012 byl s převahou potvrzen ve funkci předsedy FIG už na páté volební období.
Byl též místopředsedou Italského olympijského výboru a od roku 2000 je členem Mezinárodního olympijského výboru, též je členem jeho komise sportu pro všechny.
V roce 2014 oznámil, že za dva roky už nebude svůj post předsedy FIG obhajovat. Na kongresu FIG v Tokiu v říjnu 2016 byl za jeho nástupce zvolen Japonec Morinari Watanabe,  Grandi byl v poslední den kongresu jmenován čestným předsedou FIG.

## Ocenění
V roce 2001 byl uveden do Mezinárodní gymnastické síně slávy. Grandi byl oceněn čestnými doktoráty bulharské Národní sportovní akademie Vasila Levského v roce 1998 a japonské Národní univerzity sportovních věd v roce 2013. Je velkodůstojníkem Řádu zásluh o Italskou republiku. V roce 2010 obdržel Grandi Mezinárodní mecenášskou cenu fair play za dlouholetý aktivní a vzdělávací přínos k rozvoji sportu a gymnastiky. V roce 2016 ho zvláštní osobní cenou vyznamenal předseda Mezinárodního olympijského výboru Thomas Bach.